# Jezioro Racze (gmina Cedynia)
Jezioro Racze lub Orzechów – jezioro polodowcowe na Pojezierzu Myśliborskim, położone w południowo-zachodniej części województwa zachodniopomorskiego, w powiecie pyrzyckim, w gminie Cedynia, na południowy zachód od wsi Orzechów.
Jezioro jest największym jeziorem w gminie Cedynia. Posiada słabo rozwiniętą linię brzegową.
Nazwa Jezioro Racze jest kalką z języka niemieckiego, gdyż to w tym języku jezioro nosiło nazwę Krebssee.